# Castell de Rokantiškės
El Castell de Rokantiškės (en lituà: Rokantiškių pilis) és una estructura en ruïnes del barri de Naujoji Vilnia de Vílnius, Lituània.
El castell es troba a l'est de Vílnius, en un turó prop del riu Vilnia. El primer castell va ser construït el segle xii. El segle xvi, va ser reconstruït en estil renaixentista i va ser la seu de la família Olshanski. Alexander Olshanski, Yuri Olshanski i l'últim membre de la família Pawel Olshanski hi van viure. Després de la seva mort, el castell va ser heretat per Bona Sforza i més tard va passar a la família Pac. El vicecanceller de Lituània Stefan Pac va ser visitat aquí pel rei de Polònia i Gran Duc de Lituània Ladislau IV el 15 de juliol de 1636.
El castell va ser incendiat pels cosacs el 7 d'agost de 1655 durant la guerra russo-polonesa, acabant en estat de ruïnes. Avui són les úniques restes visibles d'un castell medieval a Vílnius.